# Jack Hargreaves
Jack Hargreaves (Wellington, 24 luglio 1993) è un canottiere australiano, campione olimpico nel quattro senza a Tokyo 2020.

## Biografia
Si è laureato campione iridato nel 4 senza ai mondiali di Sarasota 2017 e Plovdiv 2018, in entrambe le edizioni con Joshua Hicks, Spencer Turrin ed Alexander Hill.
Ha rappresentato l'Australia ai Giochi olimpici estivi di Tokyo 2020, dove ha vinto la medaglia d'oro nel quattro senza con Alexander Purnell, Spencer Turrin e Alexander Hill, precedendo Romania e Italia.
Ai mondiali di Račice 2022 ha conquistato l'argento iridato nel quattro senza con Alexander Purnell, Spencer Turrin e Joseph O'Brien.

## Palmarès
- Giochi olimpici estivi

Tokyo 2020: oro nel 4 senza;
- Mondiali

Sarasota 2017: oro nel 4 senza.
Plovdiv 2018: oro nel 4 senza.
Račice 2022: argento nel 4 senza;